# Второй шанс (фильм, 2006)
«Второй шанс» (англ. Gridiron Gang) — американский кинофильм 2006 года с участием Дуэна Джонсона, Xzibit и Кевина Данна. Премьера в США прошла 15 сентября 2006 года. Картина частично основана на реальных событиях — истории, связанной с футбольной командой «Kilpatrick Mustangs».

## Сюжет
Шон Портер работает воспитателем в исправительной колонии Килпатрик для трудных подростков. Разочаровавшись тем, что не в состоянии помочь своим воспитанникам избавиться от своих проблем в жизни, он решает создать футбольную команду, чтобы ребята могли почувствовать, что они являются частью чего-то. Портер считает, что футбол научит их быть ответственными. Он выбирает несколько подростков и создаёт футбольную команду. Тюремную команду не слишком хотят допускать до чемпионата школ, но Шон Портер добивается своего. Первые тренировки не стали слишком многообещающими, но со временем команда начинает набирать обороты.
Шон переживает смерть своей матери. Трудности только укрепляют дух ребят. Тренер старается следить за судьбой и личной жизнью подопечных. Несмотря на ранение одного из игроков, Келвина, гангстером уличной банды, тренировки продолжаются, и команду допускают до игр. «Мустанги» постепенно получают большую известность, и у них появляется группа поддержки. Несмотря на проигрыш в решающей игре «плей-офф», трудные подростки снова поверили в себя. Некоторые из игроков получают возможность после выхода из колонии проявить себя в серьёзных командах.

## В ролях
- Дуэн Джонсон — Шон Портер
- Xzibit — Мальколн Мур
- Леон Риппи — Пауль Хига
- Кевин Данн — Тэд
- Л. Скотт Колдуэлл — Бобби Портер
- Джейд Йоркер — Вилли
- Дэвид Томас — Келвин
- Сету Таасе — Junior Palaita
- Тревер О’Брайен[англ.] — Кэнни
- Брендон Смит — Bug Wendal
- Джерни Смоллетт-Белл — Даниэлла Ролинс
- Майкл Дж. Паган — Рогер
- Ямал Миксон — Жамаль Эванс

## Кассовые сборы
В США премьера фильма состоялась 15 сентября 2006 года, и за первую неделю показа он в общей сложности заработал 14 414 640 долларов, заняв первое место. По состоянию на 12 июня 2007 года фильм собрал 41 480 851 долларов